# گورب
گورب (به اسپانیایی: Gurb) یک شهرستان در اسپانیا است که در بارسلون واقع شده‌است.